# Ungdomsfotboll
Ungdomsfotboll är beteckning på den fotboll som utövas i en idrottsförening av ett ungdomslag, det vill säga, yngre spelare som ännu inte uppnått junior- eller seniornivå. Enligt Svenska Fotbollförbundets tävlingsregler betecknas en spelare som ungdomsspelare till och med det kalenderår spelaren fyller 17 år därefter som junior från och med det kalenderår spelaren fyller 18 år till och med det kalenderår spelaren fyller 19 år. Från och med det kalenderår spelaren fyller 20 år betecknas spelaren som senior.
Ungdomsfotbollen i Sverige är organiserad på ett liknande sett som juniorfotbollen med serier och mästerskap på motsvarande sett som seniorfotboll. De är underställda Svenska fotbollförbundet och styrs samt regleras av förbundets tävlingsbestämmelser.